# Escodra
Escodra ou Escútare (em albanês: Shkodër/Shkodra; em italiano: Scutari; em latim: Scodra) é uma cidade e município (em albanês:  bashkia) da Albânia. É a capital do distrito de Escodra e da prefeitura de Escodra.

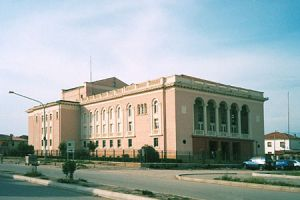
Teatro Migjeni, em Escodra, Albânia

Foi fundada por volta do século IV a.C. pelos ilírios e tomada pelos romanos em 168 a.C.. Em 1040, foi tomada pelos sérvios, em 1396 pelos venezianos e em 1479 pelos otomanos.
No século XIX a cidade tornou-se um importante centro comercial e cultural, e a segunda cidade da Albânia em tamanho. A cidade também teve importante participação no movimento pela independência albanesa. Durante a Primeira Guerra Mundial foi inicialmente capturada por forças de Montenegro, e, depois, do Império Austro-Húngaro. Com o fim da guerra, foi posta, em 1920, sob administração do governo albanês sediado em Tirana.
Hoje a cidade é importante centro industrial (principalmente mecânica e elétrica) e comercial, além de sede de uma universidade.